# Moravské Knínice
Moravské Knínice (do roku 1949 Moravské Kynice) jsou obec v okrese Brno-venkov v Jihomoravském kraji. Leží v Bobravské vrchovině, zhruba 18 km severozápadně od Brna. Moravské Knínice sousedí na západě s Chudčicemi, na severozápadě se Senticemi a Čebínem a na východě s Kuřimí. Na jihu se rozkládá zalesněná oblast Obora a Brněnská přehrada. Žije zde přibližně 1 200 obyvatel.

## Historie
Název Knínice je odvozen od staročeského knienie (patřící kněžně) přidáním čelední přípony. Přívlastek Moravské je poprvé doložen roku 1437 (používal se pro odlišení od nedalekých Německých Knínic).
První zmínka o Moravských Knínicích pochází z roku 1235 z listiny, v níž papež Řehoř IX. vzal pod svou ochranu cisterciácký klášter Porta coeli v Předklášteří u Tišnova. Při této příležitosti papež zmiňuje obec Chieniz, jež přináleží klášteru. Zmínka o Moravských Knínicích se nalézá také v listině z roku 1350, v níž Boček z Medlova postoupil ves Knychnicz s (nyní zaniklou) vesničkou Kocanov pánům Bočkovi, Vilému a Hroznatovi z Kunštátu.
Od let 1350 až 1375 patřily Knínice k veverskému panství. Do roku 1949 spadaly do působnosti okresu Tišnov, později okresu Brno-venkov. V letech 1911–1936 procházela Moravskými Knínicemi železniční trať Kuřim – Veverská Bítýška. V letech 1980–1990 byly Moravské Knínice součástí Kuřimi.

## Obyvatelstvo
| Rok            | 1869 | 1880 | 1890 | 1900 | 1910 | 1921 | 1930 | 1950 | 1961 | 1970 | 1980 | 1991 | 2001 | 2011 | 2021  |
| -------------- | ---- | ---- | ---- | ---- | ---- | ---- | ---- | ---- | ---- | ---- | ---- | ---- | ---- | ---- | ----- |
| Počet obyvatel | 708  | 758  | 773  | 761  | 857  | 806  | 852  | 803  | 866  | 831  | 799  | 742  | 763  | 849  | 1 095 |
| Počet domů     | 106  | 120  | 132  | 139  | 151  | 161  | 185  | 204  | 198  | 200  | 206  | 234  | 257  | 278  | 347   |

Vývoj počtu obyvatel

## Pamětihodnosti
Knínické návsi dominuje jednolodní goticko-barokní kostel svaté Markéty s presbytářem z roku 1366. Za kostelem stojí pomník památce padlých v první světové válce.
Na kopci při cestě na Písky stojí barokní kaple svatého Cyrila a Metoděje postavená roku 1856.
Významné krajinné prvky a místní památky jsou spojeny naučnou stezkou.

## Osobnosti

### Rodáci
- Pavel Helan (* 1979), zpěvák
- Antonín Šrámek (1894–1972), básník, architekt a spisovatel
- Rostislav Vermouzek (1911–1993), pedagog, historik a vlastivědný pracovník

## Galerie

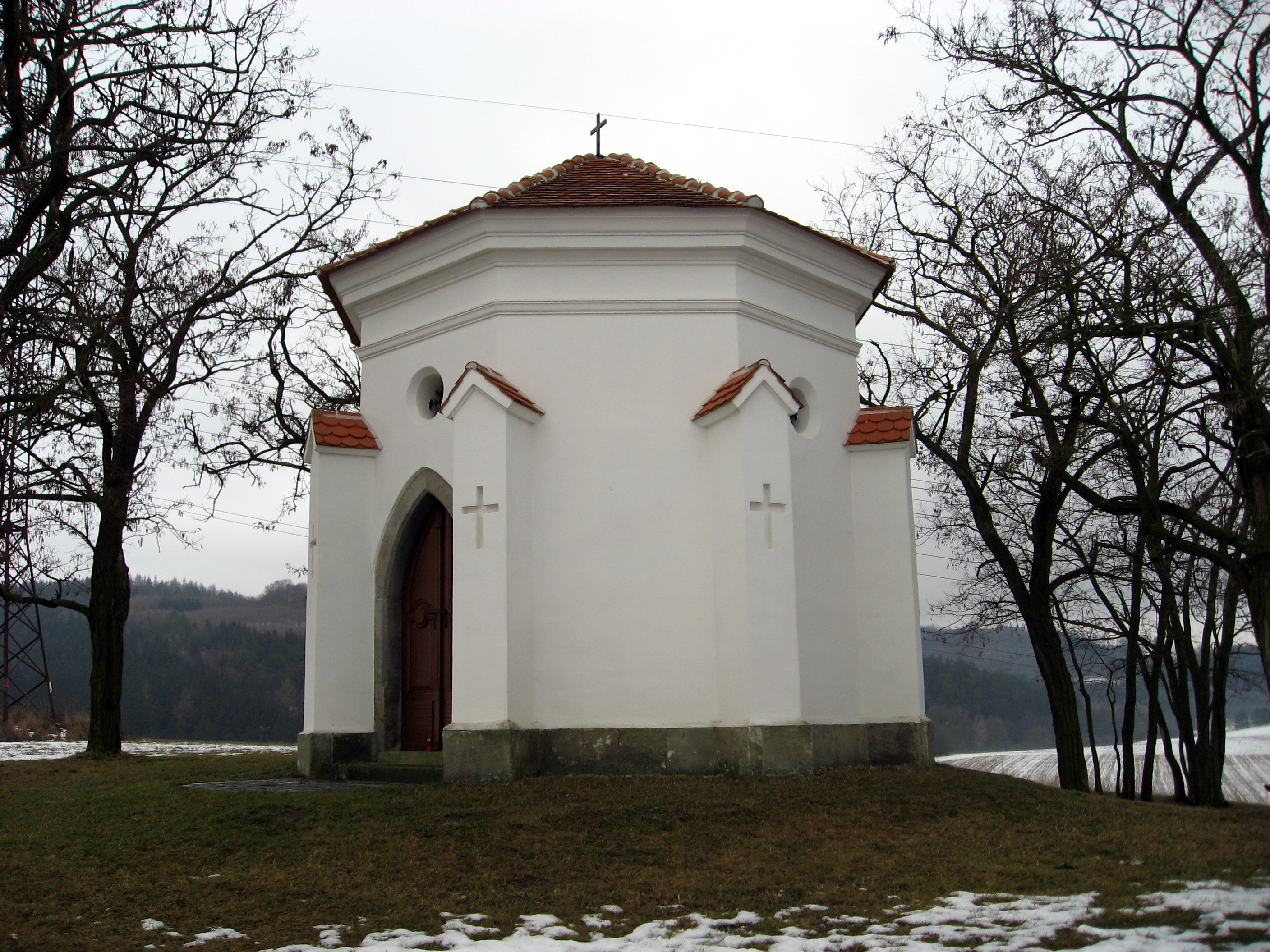
Kaple sv. Cyrila a Metoděje
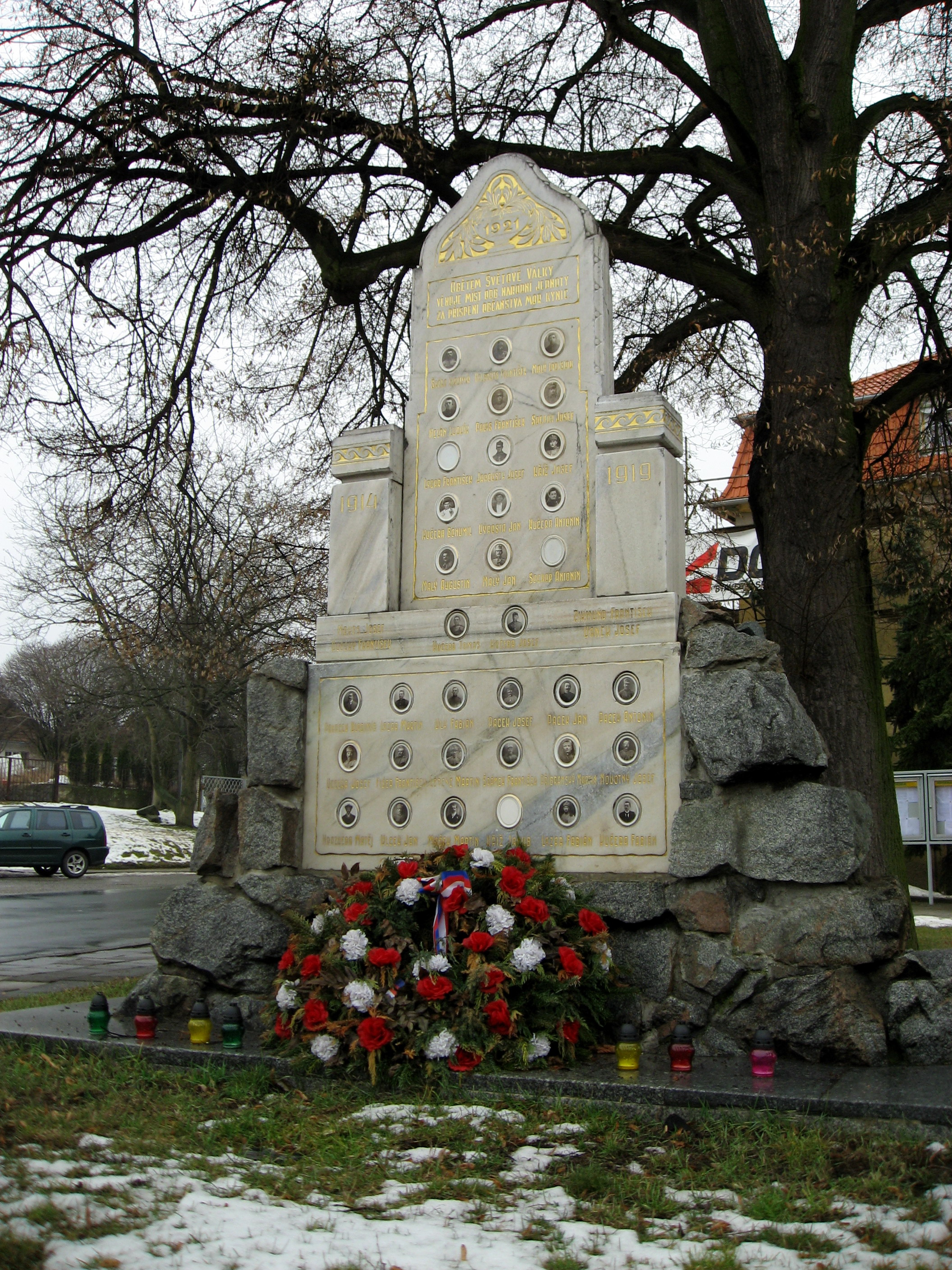
Památník obětem 1. světové války
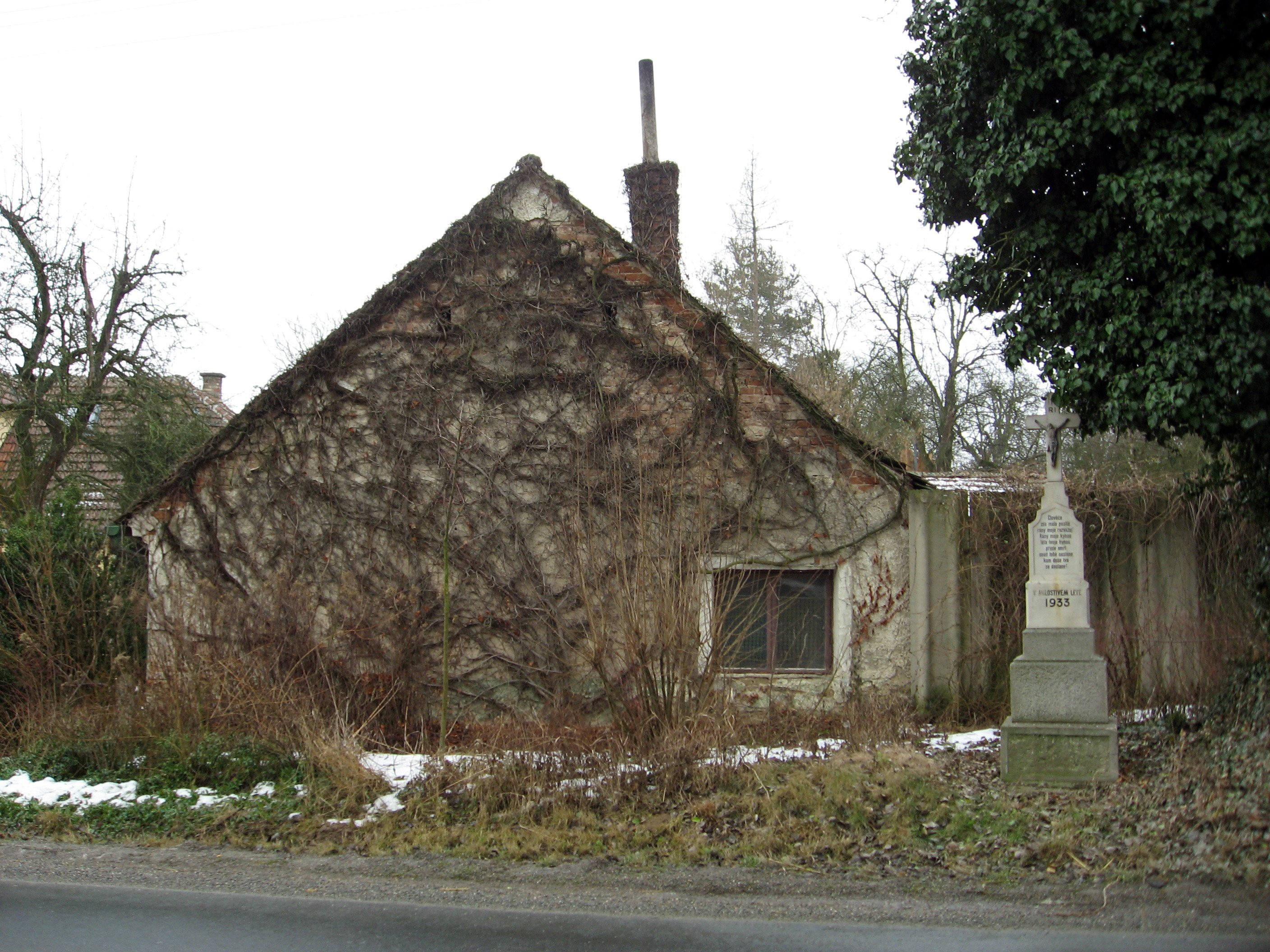
Kříž
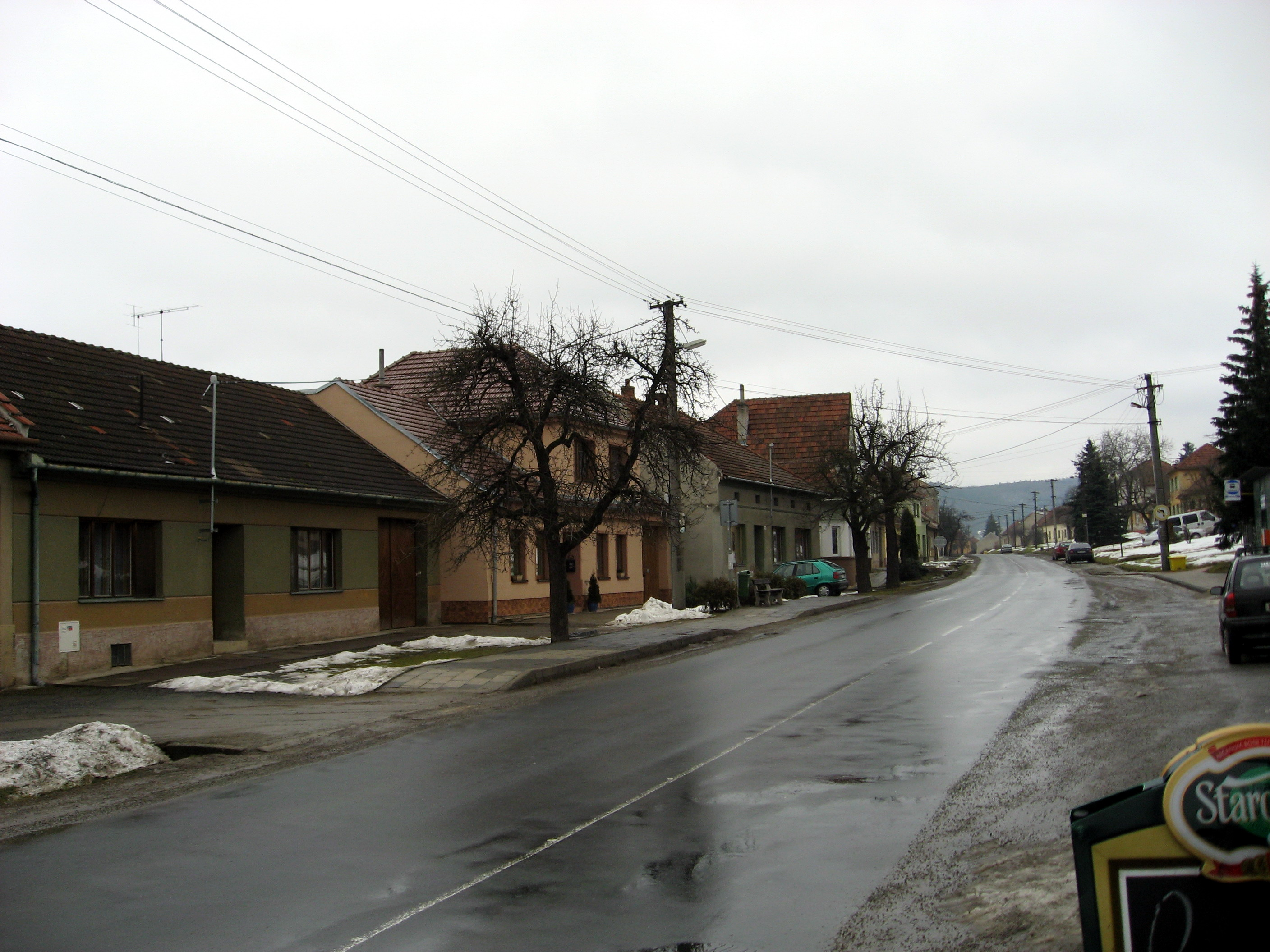
Kuřimská ulice